# إسحاق بن موسى الأنصاري
أبو موسى إسحاق بن موسى بن عبد الله بن موسى بن عبد الله بن يزيد الخطمي الأنصاري المدني الفقيه، نزيل سامراء، ثم قاضي نيسابور، وهو من أئمة الحديث وهو ثقة متقن، ورد بَغْدَاد وَحدث بهَا. مَات سنة أَربع وَأَرْبَعين وَمِائَتَيْنِ في حمص.

## روايته للحديث النبوي
- سمع: سفيان بن عيينة، وعبد السلام بن حرب، ومعن بن عيسى القزاز، وأنس بن عياض وجماعة.
- حدث عنه: مسلم، والترمذي، والنسائي، وابن ماجه، وبقي بن مخلد، وجعفر الفريابي، وابنه موسى بن إسحاق، وأبو بكر بن خزيمة، وآخرون.[1]
- الجرح والتعديل: قال أبو حاتم الرازي: «كان يطنب القول في صدقه وإتقانه». قال أحمد بن شعيب النسائي: «ثقة». قال ابن حجر العسقلاني: «ثقة متقن». قال الخطيب البغدادي: «ثقة». قال الذهبي: «حجة». قال يحيى بن محمد بن صاعد: «من أهل السنة».[2]